# Když ti svítí zelená
Když ti svítí zelená je jedenácté studiové album skupiny Olympic. Na albu lze vystopovat vliv heavy metalu, který byl už patrný na předchozím albu Bigbít. Album vydal Supraphon v roce 1989. 
Jde o první album, které bylo kompletně nahráno ve studiu Propast a zároveň je prvním albem, na jehož nahrávání se již nepodílel poslední zakládající člen skupiny, Mirek Berka. S původním Olympicem tak album nemá de facto nic společného a jedná už se spíše o doprovodnou kapelu Petra Jandy.
V roce 2009 vyšlo album v reedici ve Zlaté edici Supraphonu. 

## Seznam skladeb
Hudbu napsal Petr Janda, texty napsali Pavel Vrba (3–7, 9) a Miroslav Černý (1, 2, 8, 10, 11).
| Pořadí | Název                      | Délka |
| ------ | -------------------------- | ----- |
| 1.     | Když ti svítí zelená       | 2:46  |
| 2.     | Inkoustová tečka           | 2:43  |
| 3.     | Letní vdovci               | 3:02  |
| 4.     | Aspoň poletíš              | 5:23  |
| 5.     | Já někde čet'              | 2:56  |
| 6.     | Proč zrovna ty             | 3:20  |
| 7.     | Lidi                       | 4:10  |
| 8.     | Hej, Ty!                   | 3:03  |
| 9.     | Naděje dvou                | 3:33  |
| 10.    | Nulový šance               | 4:03  |
| 11.    | Každej chvilku tahá pilku  | 3:40  |
| 12.    | Ukaž, jak umíš rychle hrát | 1:16  |

## Obsazení
- Petr Janda – zpěv, kytara, aranžmá
- Milan Broum – basová kytara
- Jiří Valenta – klávesy
- Milan Peroutka – bicí